# Storie di fantasmi (film)
Storie di fantasmi (Ghost Story in originale) è un film statunitense del 1981, diretto dal regista John Irvin su sceneggiatura di Lawrence Cohen  . Fred Astaire, Melvyn Douglas, Douglas Fairbanks Jr., John Houseman, Craig Wasson, Patricia Neal, Alice Krige, Jacqueline Brookes, Miguel Fernandes, Mark Chamberlin compongono il cast.

## Trama
Stati Uniti, 1930. Quattro giovani studenti universitari, Rick, John, Edward e Sears, conoscono una ragazza inglese, Eva, dai modi spregiudicati. Durante una festa i giovani si ubriacano e credono di aver causato la morte accidentale della ragazza. Decidono così di far sparire il corpo nel lago, chiuso in una vecchia automobile. Dai finestrini la ragazza chiede aiuto, ma l'auto si inabissa rapidamente. 
Trascorsi molti anni, nel 1981, i quattro, ormai anziani, hanno fondato un club, la Società degli Eterni, in cui si riuniscono raccontandosi storie terrificanti. Ma dall'oltretomba qualcuno sta per tornare. Eva, incarnatasi nella giovane Alma, spinge alla morte John, Sears, Edward e il figlio di costui, David, apparendo loro come un orribile fantasma sfigurato. Don, il secondo figlio di Edward, intuisce la causa delle strane morti e induce Rick a recuperare dal lago il relitto dell'auto e a seppellire le ossa di Eva, che può così trovare la sua pace.

## Produzione
- Ultimo film di Fred Astaire e Melvyn Douglas.